# 生×カラ!TV
『生×カラ!TV』（なまからティーヴィー）は、サンテレビジョン（以下、サンテレビ）で1993年から毎週日曜日の23:00～23:30（JST）に放送されている視聴者参加型カラオケ番組。オーディション等に合格した者が参加する。
放送開始当初の番組名は『カラオケ勝ち抜き選手権』であった。
J:COM関西では、サンテレビより10日遅れの毎週水曜日の10:00～10:30に放送されている。
また、サンテレビより3〜4日遅れの毎週水曜日もしくは木曜日に、YouTubeの番組公式チャンネルにて、直近の放送回の配信が開始される。YouTubeで公開されるのは、地上波放送時のCM（アパグループやその他スポンサー）がそのまま含まれている（TVerのようなCMの差し替えが発生しない）、いわゆる完パケ状態の動画である。さらに、この動画は、（オンエアには乗らない）放送局向けラベル（番組名、放送回数、放送日、音声のモード、放送時間（通常28分）および制作会社名）から始まり、放送数秒前の出演者（司会者や審査員）のキュー待ち（歌唱から始まる場合はイントロ待ち）の姿も含んでいる（この映像を制作会社がサンテレビに納品し、サンテレビで冒頭数秒をカットしてそのままオンエアしていると推察される）。また、YouTube番組公式チャンネルでは、5ヶ月程度前までの放送回のバックナンバーをさかのぼって視聴する事ができる（バックナンバーが削除された後でも、出場者の歌唱シーンのみ切り出した動画が残る場合もある）。

## 概要
- 2024年11月3日放送分で、放送回数は1075回を数えた[2]。2025年4月27日放送分で、1100回に到達。
- 30分番組ながら、スポンサーの数が異様に多いのが特徴。後述の「日本全国！愛すべき逆お国自慢GP」でも『驚異のスポンサー量』『24時間テレビ並み』として紹介された[2]（YouTubeにアップされているバックナンバー＜※番組公式サイトでも閲覧可能＞も参照）。
- 1回の放送につき、歌唱のコーナーでは基本3名の出場者が出演するが、4名の出場者が出演したり、複数人の組で参加したりする場合もある。
- 初めに、番組のタイトルコール後、番組テーマ曲である『あぁァ、今日も歌うぞ～！[発声練習曲]』のメロディに合わせて、司会者が出場者全員に順番にマイクを回していき、発声の様子を5段階で評価する《発声部門》のチェックが行われる。舞踊を披露する出場者は、このコーナーで発声をしなくてもよい。ただ、現在ではこの《発声部門》のチェックはしなくなっており、代わりに「今週の見どころ♪」が放送されている。
- 発声部門終了後、出場者は順番に芸事を披露し、披露後に審査員からのコメントが伝えられる。芸事として披露される多くは歌であるが、新舞踊を披露する出場者や口笛やベリーダンスを披露した出場者もいる。
- 歌を披露する場合、原則はJOYSOUNDのカラオケを使用し、長さは１コーラスのみ（前奏はオンエアではカットされる事が多い一方で、１コーラス目の後にセリフがある曲はセリフまで披露できる事も多い）だが、カラオケを使わない歌唱（弾き語り等）も許される。また、インディーズ（ローカルのレコードレーベルも含む）で活動する歌手が、自身の持ち歌のカラオケを持ち込んで歌唱した事もあり（この場合のクレジットは、原曲アーティスト名＝出場者名となる）、プロモーション目的の出場も事実上可能となっている。
- 全出場者の出番終了後、結果発表のコーナーにて、参加賞の紹介と、出場者の腕前に応じた“生×カラ！段位”が出場者に与えられる。
- 段位は7級～十段まで。五段に昇格すると師範代に挑戦する権利が与えられる。取得した段位は次回の出場時に引き継がれる。また、段位が初段以上の出場者は公式サイトにて名前掲載される。2025年現在は、五段以上に昇格した出場者に対して、委員長裁定で（司会からの提案を受けた元谷が、他の委員長と相談して）師範代認定を行なっている。
- 2017年12月までに師範代に認定された人には、高道作詞作曲によるオリジナルソングがプレゼントされた。
- 十段（師範代最高位）のさらに上の段位として、師範五級が新設され、2025年5月現在では師範三級が誕生している。
- 収録情報やゲストなどは番組公式サイトやFacebookに公開されている。ただし、Facebookには、生xカラ倶楽部（番組内での審査や番組外の活動を運営）が毎週投稿しているページとは別に、2012年12月を最後に更新が止まったアカウント（番組公式）[3]もある。
- 完全無料の公式ファンクラブである『生×カラ!く～らぶ』があり、月例会や『生×カラ!祭』の前売りチケットの優先販売及びメルマガ配信を行っている。
- 師範代限定の生×カラ!師範会があり研修や親睦旅行に参加できる。
- 素人の一般人に混じって桂三度も何回か出演しており、2024年6月16日放送で四段から五段に昇格した（本名の渡邊鐘ではなく『渡辺義春』名義で出演）[4]。基本、審査員や司会者は「渡辺さん」として接しているが、芸人の大先輩である青芝フックだけは、桂三度の素顔での出演が定着して以降、「三度君」呼びで接している。
- 桂三度同様、本名や通名以外（ステージネーム、ニックネーム等）での出場も、覆面や変装（桂三度も初期は覆面を着用）での出場も、可能である。
- 『兵庫県民に30年以上愛される素人カラオケ番組がある』というテーマで、2024年11月8日放送の「日本全国！愛すべき逆お国自慢GP」（フジテレビ系列）にて『兵庫県の逆お国自慢』として全国ネットで紹介された[5][6]。
- 審査員が多い分、出場者に対するコメントが全審査員分オンエアされる訳ではなく、番組中一言も発しなかった（ように編集されてしまう）審査員もいる。一方で、委員長および特別ゲストのコメントは必ずオンエアされており、視聴者も参考にできるようなアドバイス（歌唱技術、練習方法等）が披露される事もある。
- 新年第一回目の放送は、通常回とは異なり、審査員の歌や挨拶のみで構成される事が多い。また、時折「師範代祭り」等と称した、師範代（およびプロ）の歌唱シーンの繋ぎ合わせとなる回もある。通常回以外では、歌唱に対する審査は行われない。

## 出演者

### 2025年4月以降の司会者
- 青芝フック
- 三善英史（2025年4月から、青芝フックと交代で担当、出場者へアドバイスを授ける事もある）
- 浜田恵子（審査員紹介や参加賞読み上げを担当）
- ANETA（外国人女性。番組のアシスタント・プロデューサー兼任）

基本的に司会は浜田・ANETA・フックのトリオ、もしくは浜田・ANETA・三善のトリオで担当（出演者の紹介時のみ、ANETAは不在）。
フックは、司会を務めない出演回では、審査員席で「ご意見番」を担当。
三善も、司会を努めない出演回では、委員長を担当。

### 審査員

#### 委員長
- 元谷芙美子（アパホテル社長。時折、番組内で持ち歌やカバー曲を歌唱）
- 高道（生コマーシャルで、自身のソロコンサートや自身が所属する夢グループのコンサートを告知）
- 三善英史（司会を努めない出演回で担当。夢グループ繋がりで、高道とコラボ（ダブル委員長やデュエット）する場合もある）
- 三門忠司
- 堀内孝雄（2025年3月の出演時に、委員長＆特別ゲストとして紹介される）

通常は、委員長（元谷を含め、２〜３名体制）の中から、元谷以外がプロ目線でのアドバイスを送っている。
また、元谷以外の委員長が０〜１人の回で、委員長と同じ役回りの「特別ゲスト」が設定されることもある。
さらに、委員長が元谷１人で、かつ特別ゲストも居ない放送回では、準レギュラーのプロ歌手が実質的な委員長となる。

#### プロ歌手
※＜＞内は、主に担当する部門名、もしくは特別ゲスト枠
※持ち歌披露コーナーが設けられる場合もあり
- 大江裕 ＜特別ゲスト＞ （コメント時にお手本で一節歌う事が多い）
- 成世昌平 ＜特別ゲスト＞
- 大川かずのり ＜歌唱力部門＞（準レギュラー）
- 夢みどり ＜歌唱力部門＞（同上）
- 池上園美 ＜歌唱力部門＞（同上）
- 林よしこ ＜歌唱力部門＞（同上）
- 灘みやこ（最終出演日は不明）
- 椿欣也 ＜演劇部門＞（大衆演劇の衣装やメイクで出演）

その他、週替わりゲスト、あるいは月替わりゲストの歌手が審査員に加わる事がある。
また、プロの持ち歌披露コーナーでは、出場者と同じ会場で歌う映像以外にも、プロモーション・ビデオが放映される場合もある。

#### 本業（あるいは著名な活動）が歌手でないタレント
- 浜村淳（特別ゲスト。司会のような口調で講評）
- 若井ぼん（レゲエシンガーの「ジェームス・ボン」名義。漫才師としては青芝フックの後輩）
- 桂三度（師範代に認定された後、後述の理由で2025年より審査に参加）

#### エンターテイメント周辺の専門家
※＜＞内は部門名
- 里佳田中 ＜ファッション部門＞（株式会社スリンビ―里佳田中 代表取締役。ファッションデザイナー。出場者の衣装を評価）
- 林和幸 ＜ファッション部門＞（株式会社スリンビ―里佳田中。出場者の衣装を評価）

過去には、パフォーマー（ダンサー）、宝塚歌劇出身者 ＜歌劇部門＞等も審査員として参加。

#### 非エンターテイメント系専門家
※＜＞内は部門名
- 大田忠道 ＜鉄人部門＞（勲章料理人。天地の会 会長・湯快リゾートにて食関連をプロデュースしている）
- 森中めぐみ ＜アート部門＞（画家。歌を聴いて浮かんだイメージをコメントとして披露）

#### その他の審査員
※＜＞内は部門名
- 松浦久美代 ＜演出部門＞（株式会社 総合企画新栄（不動産業）。青芝フックや浜田恵子と共に、生コマーシャルで自社物件を紹介）
- 福田賢司 ＜パフォーマンス部門＞ （株式会社都分析　代表取締役）

- その他、生xカラ倶楽部のスタッフや裏方数名

審査員については、番組スポンサーになれば誰でも審査員として出演できる。そのため、審査員が毎回10人以上いるのも特徴。
審査員席の隣にサポーター席が設けられており、番組スポンサー（アパグループを含む）の担当者が審査と併せて、番組内で生コマーシャル的な宣伝も行なっている（先述の総合企画新栄やアパグループ以外では、介護付有料老人ホーム等）。
サポーター以外の審査員には、通常「○○部門」という担当が割り当てられているが、パフォーマンス、演出、エンタメ等の部門の審査員は、必ずしもその道の専門家でなく、番組スポンサー企業の社員が担当する場合もある（前述の松浦や福田が実例）。
また、2024年頃から、師範代（渡辺義春＝桂三度も含む）もしくは師範が審査員に加わる事もあり、時には審査員より出場者の方が段位が高い場合もある。

### 過去の司会者

#### バックナンバー動画で確認できる司会者
- 板東英二（2015年2月 - 降板時期不明[7]、準レギュラーで隔週出演）
- Ryo（上浪）（番組サポーターから抜擢された一般人、2025年1月以降出演無し）
- アリババ（タレント）

板東やアリババについては、司会を務めない出演回では、審査員席で「ご意見番」等を担当していた。

#### Facebookで確認できる司会者
2012年12月までのFacebookへの投稿（放送前の告知や放送後の集合写真）では、以下のタレントの出演が確認できる。
- 大木こだま
- ティーアップ
- 田渕岩夫

### 過去の審査員
- 桐彩華（天羽会 桐流家元）※降板時期不明

## 主な収録会場
- アパホテル&リゾート〈御堂筋本町駅タワー〉 - 現在は毎回こちらで収録
- 道頓堀中座くいだおれビル　 カラオケレインボー道頓堀店パーティールーム
- 大阪新歌舞伎座 - 第1回～第6回生×カラ！祭りで使用）
- 神戸チキンジョージ - 第1回生×カラ！フェスティバルで使用

## 協力店舗
- DinningCafe： リーフ
- カラオケスタジオ： ニューセイケン
- スナック： あかり
- カラオケ処： おけ屋
- カラオケ居酒屋： かずさ
- カラオケ： はりま
- カラオケ喫茶： 花水木
- カラオケ&ライブステージ： ドリーム・アゲイン
- カラオケ喫茶： アルファロメオ

## 関連
- よしもとクリエイティブ・エージェンシー
- 和光プロダクション
- 昭和プロダクション
- 夢グループ
- JOYSOUND
- アパグループ

## 制作会社
- 株式会社 オールインワン